# ناحیه کاستر، شهرستان میسون، میشیگان
ناحیه کاستر (به انگلیسی: Custer Township) یک منطقهٔ مسکونی در ایالات متحده آمریکا است که در شهرستان ماسون، میشیگان واقع شده‌است.
 ناحیه کاستر  ۱٬۲۵۴ نفر جمعیت دارد و ۲۱۱ متر بالاتر از سطح دریا واقع شده‌است.